# Actinodaphne nakaii
Actinodaphne nakaii là loài thực vật có hoa trong họ Nguyệt quế. Loài này được (Hayata) Tang S.Liu & J.C.Liao miêu tả khoa học đầu tiên năm 1971.